# Тажимуратов, Даулетмурат Мырзамуратович
Даулетмурат Мырзамуратович Тажимуратов (каракалп. Дәўлетмурат Мырзамурат улы Тәжимуратов, узб. Dauletmurat Mirzamuratovich Tajimuratov; род. в 1979 году) — каракалпакский юрист и журналист. В 2023 году был приговорён властями Узбекистана к 16 годам лишения свободы.

## Биография
Даулетмурат Тажимуратов работал в редакции нукусской газеты «Ел хызметинде» («На службе народа»), выходящей на каракалпакском языке. В январе 2019 года Тажимуратов заявил о намерении судиться с телеканалом «Zo’rTV» из-за передачи о секспросвете для детей, в 2021 году подал иск против певицы Юлдуз Усмановой из-за её слов о том, что каракалпаки — «народ, живущий под чапаном узбеков». К 2022 году он стал администратором популярного телеграм-канала, начал позиционировать себя как «независимый журналист».
В конце июня 2022 года, когда власти Узбекистана решили обновить конституцию, по которой Каракалпакстан лишался статуса суверенной республики, Тажимуратов предложил своим сторонникам выйти на мирный и законный митинг 5 июля и чтобы его сделали «главой каракалпаков».
Позже, по его словам, начали шантажировать силовики, распространяя видео постельных сцен, сопровождая их заголовком, что он гей. По этому факту, он направил обращение с жалобой в ОБСЕ, ООН, в посольства США, Великобритании и Германии, в Комитет по защите прав журналистов в Нью-Йорке. 1 июля его задержали за организацию несанкционированного митинга, в этот же день толпа людей собралась на акцию протеста с требованием его освобождения. Тажимуратова отпустили и он выступил перед людьми вместе с председателем Жокаргы Кенеса Республики Каракалпакстана Муратом Камаловым. Он заявил, что анонсированный им митинг всё равно состоится. После чего в Нукусе начались массовые беспорядки и протесты. 5 июля 2022 года он был задержан, по обвинению в заговоре с целью захвата власти или свержения конституционного строя. Его вывезли из Республики Каракалпакстан в соседнюю Хорезмскую область, а затем в Бухарскую область. 31 января 2023 года Даулетмурат Тажимуратов приговорён к 16 годам лишения свободы, его также обязали выплатить ущерб в 228,8 млн сумов.

## Условия содержания
По словам Даулетмурата, следователи общались с ним корректно во время содержания в Нукусе.
Однако, в 2023 году адвокат Тажимуратова Сергей Майоров, заявил о плохих условия содержания своего клиента в тюрьме города Навои. В ноябре 2023 года эксперты ООН выразили глубокую обеспокоенность по этому поводу, потому-что он сталкивается с бесчеловечным обращением в тюрьме. 5 декабря 2023 года, адвокат Даулетмурата Сергей Майоров снова выступил с обращением, где сообщил, что Даулетмурат Тажимуратов находится в изоляторе, а также ему запретили заниматься спортом, он не может читать газеты и вести личный дневник.